# La Leonera (Cali)
La Leonera es un corregimiento en el occidente del distrito colombiano de Santiago de Cali. Limita al norte con los corregimientos de Felidia y El Saladito y al sur con el corregimiento de Pichindé.

## División territorial
El corregimiento de La Leonera está compuesto por su centro poblado cabecera (la cual le da el nombre al corregimiento)  4 veredas:
- La Leonera
- El Pato
- El Porvenir
- El Pajui.

## Demografia
Se empezó a poblar alrededor de 1880 cuando llegaron las primeras familias de Antioquia.